# Aktion Courage
Aktion Courage e.V. ist ein 1992 gegründeter, in Berlin ansässiger gemeinnütziger Verein, der sich für die Beseitigung von Diskriminierung ethnischer Minderheiten und die Erleichterung ihrer Integration einsetzt. Der Verein ist Träger des Projekts Schule ohne Rassismus – Schule mit Courage, das maßgeblich von ihm gestaltet wurde.

## Ziel und Geschichte
Der Verein ist eine Menschenrechtsorganisation mit dem Ziel, über Ideologien der Ungleichwertigkeit, wie dem Rechtsradikalismus, Islamismus, Antisemitismus, Islamfeindlichkeit und Homophobie, aufzuklären. In der Zeit der ersten Welle vermehrter rechtsextremistischer Aktionen und Gewalttaten wurde 1992 der Verein Aktion Courage gegründet. Der Verein fordert und fördert „die gesellschaftliche Teilhabe und politische Mitbestimmung von Menschen ausländischer Herkunft.“

## Vorstand
Der Vorstand besteht aus:
- Sanem Kleff, Vorsitzende
- Zonya Dengi, stellv. Vorsitzende
- Michael Kiefer, stellv. Vorsitzender
- Dirk Pfeiffer, Schatzmeister
- Mo Asumang, Beisitzerin
- Klaus Farin, Beisitzer
- Norbert Hocke, Beisitzer
- Sevgi Kahraman-Brust, Beisitzerin
- Ana-Maria Trăsnea, Beisitzerin

Ehemalige Vorstandsmitglieder:
- Heiner Geißler, Beisitzer (†)
- Gerd Pflaumer, Beisitzer

## Abgeschlossene Projekte
- ELAC for migrant elders – Integration von Migranten im Alter[6]
- Vielfalt gestalten – Integration im Kindergarten[7][6]
- Informations- und Kontaktstelle Migration (IKoM)[8]
- Geschäftsstelle des Forums für eine kultursensible Altenhilfe
- Ausländische Betriebe bilden aus
- Integration von Muslimen und muslimischen Organisationen
- Betriebe für Integration – gegen Diskriminierung[9]

## Auszeichnungen
- 2004: Botschafter der Toleranz vom Bündnis für Demokratie und Toleranz[10]
- 1998: Bremer Solidaritätspreis[11]
- 1997: Förderpreis „Demokratie leben“ des Deutschen Bundestages
- 1996: Jugendkulturpreis NRW

Das Hauptprojekt von Aktion Courage, Schule ohne Rassismus – Schule mit Courage, wurde ausgezeichnet mit:
- 2019: Roland Berger Preis – Aktion Courage lehnte den Preis ab
- 2012: Alternativer Medienpreis für das Schülerzeitungsprojekt Q-rage von der Nürnberger Medienakademie[12]
- 2012: Theodor-Heuss-Medaille von der Theodor-Heuss-Stiftung[13]
- 2001: Buber-Rosenzweig-Medaille[14]
- 1999: Förderpreis Demokratie leben des Deutschen Bundestages
- 1997: Heinrich-Bußmann-Preis der SPD Lünen